# Atella (comune)
Atella (Ratèddə o Ratéddə in dialetto lucano) è un comune italiano di 3 598 abitanti della provincia di Potenza in Basilicata.

## Geografia fisica
Atella sorge a 500 m s.l.m. nel cuore della Valle di Vitalba, ampia zona perlopiù pianeggiante che si estende da Lagopesole al monte Vulture nella parte settentrionale della Basilicata al confine con la parte orientale della provincia di Avellino.
Confina con i comuni di: Rionero in Vulture (6 km), Filiano e Ripacandida (11 km), Ruvo del Monte (14 km), San Fele (19 km), Bella (26 km), Calitri (AV) (28 km) e Avigliano (31 km).

## Storia
Sebbene la sua fondazione sia datata al trecento, esistono alcune ipotesi che identificano un'origine ancor più antica del comune. Alcuni ritengono che Atella fosse stata fondata nel III secolo a.C., da profughi provenienti dall'omonima città campana, o che fosse sorta sulle rovine di un'altra città (Celenna), menzionata dal poeta latino Virgilio nell'Eneide. Alcuni reperti, come una necropoli del IV secolo a.C. e un sarcofago d'epoca imperiale romana (oggi conservato nel Museo archeologico nazionale di Napoli), sembrano comprovare un'origine più antica di quella riconosciuta attualmente. Nei pressi della "Torre degli Embrici", scavi archeologici hanno riportato alla luce nel 2004 un insediamento agricolo-termale, risalente agli ultimi secoli prima di Cristo e occupato fino al tardo Medioevo.
Una bolla di papa Eugenio III datata 1152 diede vita a "Santa Maria di Rivonigro", casale del feudo di Atella, a sua volta appartenente al vescovo di Rapolla.
Tuttavia l'abitato è il risultato di un impianto di fondazione dalla forma scacchiera risalente tra il 1320 ed il 1330, a seguito di una riorganizzazione economico-sociale voluta dagli angioini. Giovanni d'Angiò, figlio di re Carlo II, nonché conte di Gravina e signore di San Fele, Vitalba ed Armaterra, promise l'esenzione dalle imposte per 10 anni a coloro che si sarebbero trasferiti nella città che stava sorgendo per suo volere. Questa proposta si rivelò vantaggiosa per tutti quei cittadini che erano stati impoveriti dalle continue guerre e oppressi dai pesanti tributi dei feudatari del Vulture-Melfese.
Fu così che Atella venne popolata da gente proveniente perlopiù dalle zone di Rionero, Monticchio, Lagopesole, Agromonte, Balvano, Caldane, Sant'Andrea ed altri luoghi della zona. Sotto il governo angioino, Atella divenne un centro economico e militare molto importante, tanto da essere, a quel tempo, una delle città più ricche della Basilicata e, proprio per il suo crescente sviluppo, subì un notevole incremento demografico. La città venne dotata di mura e di un castello, il suo accesso era assicurato da due porte di cui al giorno oggi è rimasta solamente una, quella di San Michele. I prodotti atellani come cereali, formaggi e salumi venivano esportati nelle città più importanti del meridione e diversi atellani strinsero rapporti con alcune corti principesche italiane.
Quest'epoca di pace e prosperità duro circa un secolo e per Atella si prospettò un progressivo declino, causa i ripetuti saccheggi, i continui passaggi da un feudatario all'altro e violente scosse sismiche. Nel 1423, la città divenne feudo di Giovanni Caracciolo mentre nel 1496 fu saccheggiata dall'esercito francese di Gilberto di Montpensier e conquistata nel 1502 dal generale aragonese Gonzalo Fernández de Córdoba dopo un assedio di circa 30 giorni. In seguito numerosi nobili ebbero in dote Atella, come Filippo Chalon nel 1530, Antonio de Leyva nel 1532 e altre famiglie come i Capua, i Gesualdo e i Filomarino: questi ultimi in particolare concessero capitoli (ovvero degli accordi tra feudatario e vassalli) alla Terra di Atella e il Casale di Arenigro a cittadini di chiara origine grecofona.
Il comune venne seriamente danneggiato dal terremoto del 1694 che rovinò gran parte del patrimonio urbano, soprattutto il castello, di cui rimane, al giorno d'oggi, solamente la Torre Angioina. Il sisma costrinse anche molti abitanti della cittadina a trasferirsi a Melfi che, seppure anch'essa danneggiata, presentava migliori condizioni di vivibilità. Nel 1851 ci fu un altro sisma che quasi distrusse il paese. Nel periodo dell'unità d'Italia, Atella partecipò attivamente al brigantaggio post-unitario che interessò gran parte della Basilicata. Circa un centinaio furono gli atellani coinvolti nelle rivolte brigantesche successive al 1861. Il maggior rappresentante del brigantaggio atellano fu Giuseppe Caruso, luogotenente di Carmine Crocco, che poi tradì il suo capo dopo essersi costituito alla Guardia Nazionale Italiana.

## Monumenti e luoghi d'interesse

### Architetture religiose

#### Chiesa madre di Santa Maria ad Nives

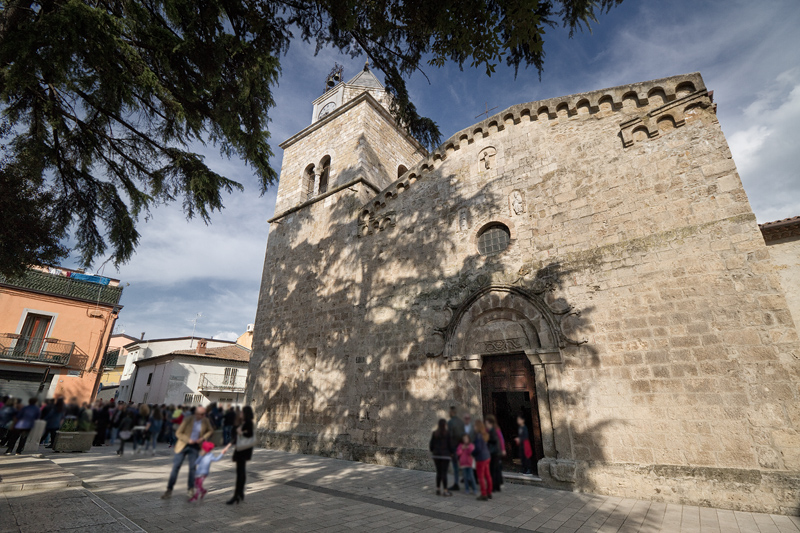
S. Maria ad Nives

È una struttura risalente al XIV secolo, ha subito numerosi restauri per via dei numerosi terremoti che, sin dalla sua costruzione, ne hanno minato la stabilità. Proprio per questo l'edificio presenta vari fasi temporali di costruzione, la facciata trecentesca si contrappone infatti all'interno datato XVIII secolo. È stata dedicata a "Santa Maria della Neve" (in latino della neve è traducibile in "ad nives"). La facciata, che si affaccia sulla piazza principale del comune, è composta da un portale con arco a sesto acuto, in alto un rosone e due nicchie con le statue di Sant'Antonio Abate e San Nicola di Bari, su un livello superiore vi è un crocifisso arcaico. La parte interna della chiesa, composta da una singola navata, presenta dipinti di epoca cinquecentesca come "L'Annunciazione" e un quadro dell'Ottocento raffigurante "La Madonna della Neve", a cui è dedicata la struttura.

#### Chiesa di Santa Lucia
Fu fondata nel 1389 e ha subito profonde ristrutturazioni nel 1694. Conserva al suo interno un affresco quattrocentesco della Madonna Riparatrice, riscoperto a seguito del terremoto del Vulture del 1851. L'affresco è considerato da certi "miracoloso" perché riuscì a proteggere Atella dal sisma, che causò solamente due morti, mentre nelle città limitrofe si registrarono ingenti danni a cose e persone. Questo presunto evento soprannaturale colpì perfino il re Ferdinando II delle Due Sicilie che, in visita nella zona, volle ammirare l'opera con i suoi occhi, ordinandone la riproduzione. Inoltre diede un contributo di 1.500 ducati per la ricostruzione della chiesa.

#### Monastero delle Suore Benedettine
Venne edificato nel XV secolo con il finanziamento di Nardo De Alessandrellis, esponente di una delle famiglie più nobili di Atella, morto nel 1426. Formato da un'unica navata, l'edificio si sviluppa su due livelli intorno a due chiostri di cui quello più piccolo di forma regolare costituisce il nucleo più antico ed è composto da portali e da bifore in pietra scolpita.

#### Monastero di Santa Maria degli Angeli
Risalente al XIV secolo, appartenne inizialmente a una comunità di frati Francescani e fu abbandonato a causa dei terremoti che rovinarono la struttura. Nel 1706 venne affidato al Padre Cono da Cancellara. Secondo una descrizione del 1723, il monastero è composto da trenta stanze abitabili con altri ambienti al primo piano, al piano terreno vi è un refettorio, le cucine ed altre sette stanze. Attorno al chiostro si erge un porticato, composto da volte a crociera, con loggiato superiore. All'epoca era anche coperto da una volta a tutto sesto, poi crollata.

### Architetture militari

#### Torre Angioina

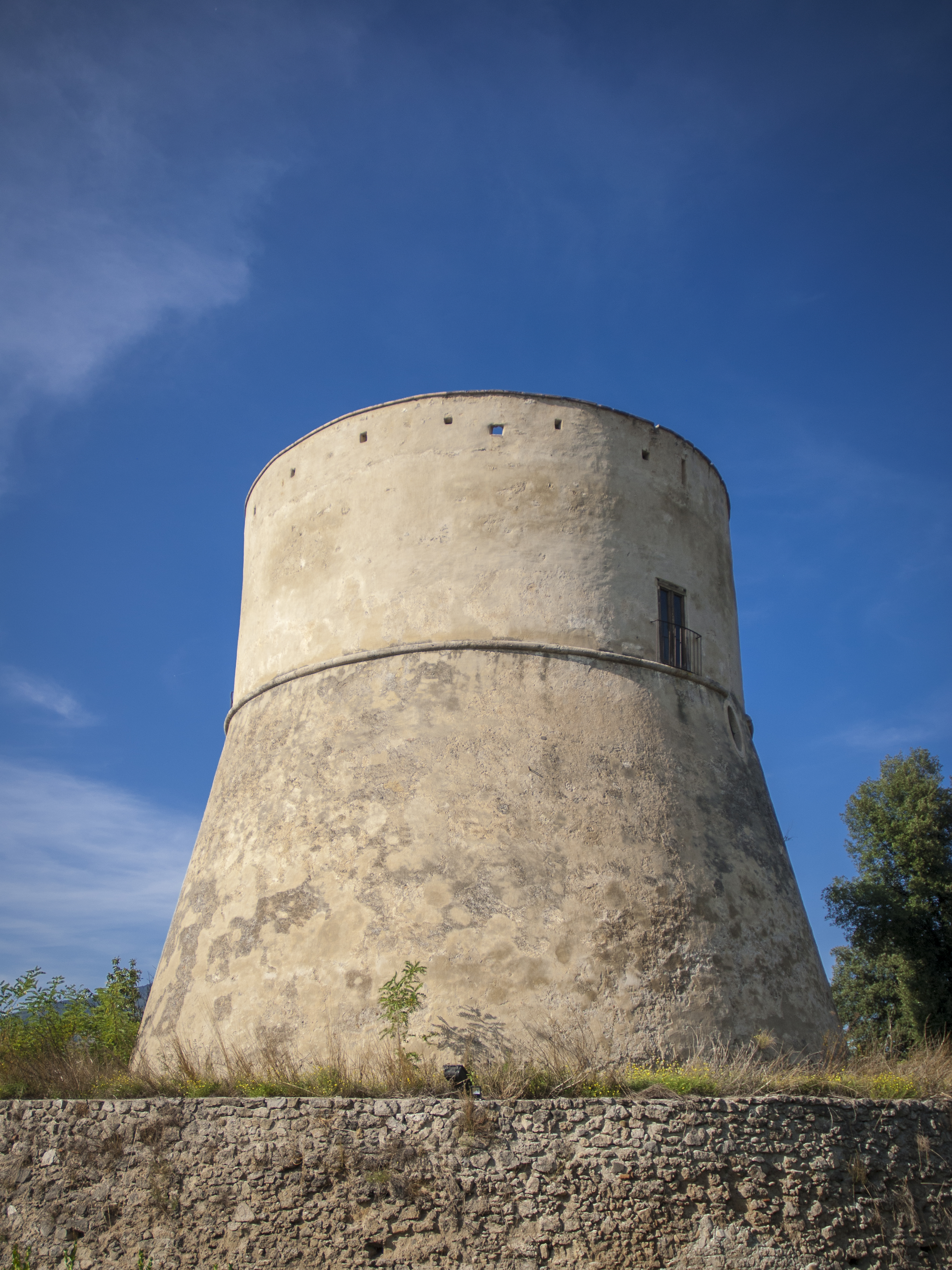
La torre angioina

La Torre Angioina è l'unico elemento rimanente del castello costruito dagli angioini, distrutto dal terremoto del 1694. Il castello, che era formato da quattro torri laterali di guardia e circondato da un profondo fossato, fu oggetto di due lunghi e sanguinosi assedi, avvenuti nel 1361 e del 1496.

### Siti archeologici

#### Sito paleolitico di Atella
Posto nelle vicinanze del cimitero di Atella, il Sito paleolitico di Atella conserva reperti che testimoniano la presenza di insediamenti preistorici sul territorio. Da menzionare è il fossile di un mammut vissuto probabilmente tra i 650.000 e i 550.000 anni fa. L'area certifica che questo posto fu abitato da gruppi di ominidi che cacciavano animali quali il bisonte, l'elefante e altri ancora con armi costruite in pietra.

### Aree naturali

#### Laghi di Monticchio
Il lago piccolo di Monticchio insieme al Lago Grande costituiscono la coppia di laghetti vulcanici che è andata ad occupare ciò che resta dell'antico cratere del vulcano Vulture. La riserva ricade nel territorio del comune di Atella.

## Società

### Evoluzione demografica
Abitanti censiti

### Etnie e minoranze straniere
Al 31 dicembre 2018 risultano residenti sul territorio comunale 155 cittadini stranieri. Le comunità più rappresentate sono:
- Romania, 50
- India, 26
- Mali, 12

### Tradizioni e folclore
- San Giuseppe lavoratore (19 marzo) - vengono accesi i falò nei diversi rioni del paese.
- Sacra Rappresentazione del Giovedì Santo - rappresentazione della passione di Cristo.
- Lunedì dell'Angelo - Processione del quadro di Santa Maria della Nives, all'alba. Il corteo di fedeli durante il tragitto per raccogliere le offerte (la "licita").
- Ascensione - durante il giorno dell'Ascensione vengono preparati i "tagliulin' cu' r' latt", tagliolini di pasta all'uovo fatti in casa, cotti nel latte e conditi con zucchero e cannella.
- San Michele (8 maggio) - si svolge un pellegrinaggio al tabernacolo dedicato al Santo, che si trova alla periferia del paese.
- 15 giugno - Festa di San Vito - patrono della città
- 1º lunedì di agosto - Festa di Santa Maria ad Nives - Processione del quadro di Santa Maria della Nives
- 13 dicembre - Festa di Santa Lucia - al mattino i fedeli pregano nel duomo. Al pomeriggio processione della statua lignea per le vie del centro storico. (nella cintura della statua lignea si trova una reliquia della santa)
- 26 dicembre - Tradizionale gran concerto di Santo Stefano con il Complesso Bandistico Atellano (nel duomo)

## Geografia antropica

### Frazioni

#### Sant'Ilario
Sant'Ilario è un piccolo borgo del comune di Atella situato a 870 metri sul livello del mare, su un contrafforte dell'appennino che da monte Caruso (1236 m) declina verso la valle di Vitalba (450 m) Aggrappato sul lato est del contrafforte, a ridosso dell'antico Tratturo Regio, Potenza-Venosa, apre le sue finestre verso levante dove, imperterrito, troneggia l'autorevole mole del castello di Lagopesole. Il borgo di Sant'Ilario prende il nome dall'antico feudo omonimo che lo circonda, la cui origine si perde nella notte dei tempi. Un'antica leggenda racconta, che il nome gli fu lasciato da Sant'Ilario da Poitiers, il santo francese vescovo della chiesa, vissuto nel 300 d.C., dopo aver sostato alcuni giorni nel luogo durante il suo viaggio in Terra santa. I resti di un altro antico casale omonimo e i resti di due castelli denominati, ancora oggi, Castelli di Sant'Ilario, risalenti all'anno 1000, testimoniano l'antichità del feudo. Tra la fine del 700 e gli inizi dell'800 nel feudo si insediano gruppi di coloni aviglianesi i quali, danno origine all'attuale borgo. La costruzione del borgo avviene in pochissimo tempo poiché vengono riciclate le pietre dei due antichi castelli, che sorgevano poco lontano, su un altopiano che domina tutta la valle di Vitalba, dal quale si può allungare lo sguardo fino ai lontani orizzonti dell'Irpinia e del Gargano.
Nel 1861, con decreto di Francesco II di Borbone, i coloni aviglianesi che abitavano il borgo, e che non avevano mai perso i contatti con la terra madre di Avigliano, furono costretti a passare anagraficamente sotto il comune di Atella, proprietario ufficiale del feudo, per conservare il diritto di possesso sul territorio, nel quale si erano, da tempo, insediati. Durante la questione meridionale, per la sua posizione geografica, per la lontananza dai controlli e per la vicinanza al bosco, che favoriva la fuga, il borgo divenne un covo di briganti. Fu bruciato due volte: una volta da parte di questi ultimi e una volta da parte della Guardia Nazionale che cercava vanamente di riconquistare il controllo del territorio. Il borgo riuscì a sopravvivere alle vicende brigantesche, venne ricostruito interamente e si ripopolò di nuovo raggiungendo alla fine dell'800 circa 1 000 abitanti. Si costruì il cimitero e si avviarono diverse attività commerciali e artigianali alle quali facevano capo altri 1 000 abitanti delle contrade vicine. Il borgo è stato per lunghissimo tempo, fino agli anni 1963-1964, il punto di riferimento per tutta la vasta zona circostante che ricadeva anche nei comuni di Bella, San Fele ed Avigliano. Per questo motivo, si prospettò, addirittura, la possibilità di diventare comune autonomo. Ma ancora una volta l'emigrazione verso le grandi città industrializzate del nord ha avuto la meglio, così a poco a poco il borgo si è spopolato come tutti i paesi della Basilicata. Oggi il borgo di Sant'Ilario si riscopre come luogo turistico, sia estivo che invernale, poiché è sorta un'accogliente struttura alberghiera pronta ad ospitare scuole, visitatori e turisti.

#### Sant'Andrea
La frazione o località di Sant'Andrea dista 5,52 chilometri dal medesimo comune di Atella di cui essa fa parte. La frazione o località di Sant'Andrea sorge a 700 metri sul livello del mare. Nella frazione o località di Sant'Andrea risiedono centoquarantaquattro abitanti, dei quali sessantanove sono maschi e i restanti settantacinque femmine.
Sono presenti a Sant'Andrea complessivamente 71 edifici, dei quali solo 69 utilizzati. Di questi ultimi 63 sono adibiti a edilizia residenziale, 6 sono invece destinati a uso produttivo, commerciale o altro. Dei 63 edifici adibiti a edilizia residenziale 60 edifici sono stati costruiti in muratura portante, 3 in cemento armato e 0 utilizzando altri materiali, quali acciaio, legno o altro. Degli edifici costruiti a scopo residenziale 8 sono in ottimo stato, 27 sono in buono stato, 27 sono in uno stato mediocre e 1 in uno stato pessimo.

#### Montesirico
La frazione o località di Montesirico dista 5,14 chilometri dal medesimo comune di Atella di cui essa fa parte. La frazione o località di Montesirico sorge a 624 metri sul livello del mare. Sono presenti a Montesirico complessivamente 55 edifici, dei quali solo 53 utilizzati. Di questi ultimi 49 sono adibiti a edilizia residenziale, 4 sono invece destinati a uso produttivo, commerciale o altro. Dei 49 edifici adibiti a edilizia residenziale 44 edifici sono stati costruiti in muratura portante, 3 in cemento armato e 2 utilizzando altri materiali, quali acciaio, legno o altro. Degli edifici costruiti a scopo residenziale 11 sono in ottimo stato, 21 sono in buono stato, 17 sono in uno stato mediocre e 0 in uno stato pessimo.

### Altro

#### Fiumara
Conosciuta in era medievale col nome Triepi, nasce dalle sorgenti nelle vicinanze di Lagopesole e attraversa la Valle di Vitalba, riversandosi infine nell'Ofanto dopo una trentina di chilometri. È molto ricca di vegetazione, in particolare di castagno, frassino, acero, olmo, noce, e faggio e di fauna, come lontra, tasso, riccio e cinghiale. Sulle cime più alte che sovrastano la fiumara di Atella è possibile trovare il lupo, il gatto selvatico e la volpe mentre nei corsi d'acqua vivono cavedano, barbo, rovella, anguilla e alborella meridionale che purtroppo rischia l'estinzione.
La fiumara è anche luogo in cui si trovano spesso varie specie di volatili, tra cui airone cinerino, beccaccino, martin pescatore e germano.

## Infrastrutture e trasporti

### Strade
Le principali direttrici stradali che interessano Atella sono:
- Strada statale 658 Potenza-Melfi
- Strada statale 93 Appulo-Lucana: collega Barletta a Potenza.
- Strada statale 167 dei Laghi di Monticchio.
- Strada statale 381 del Passo delle Crocelle e di Valle Cupa.

### Ferrovie
Il comune condivide una stazione ferroviaria con Rionero in Vulture e Ripacandida sulla linea Foggia-Potenza. Inoltre, è presente la stazione di Monticchio, a servizio dell'omonima frazione, sulla ferrovia Avellino-Rocchetta Sant'Antonio, attiva per soli usi turistici.

## Economia
Atella è uno dei comuni addetti alla produzione di Aglianico del Vulture, vino riconosciuto DOC nel 1971 e dell'olio del "Vulture", in tempi recenti riconosciuto con il marchio DOP. Il comune ospita anche l'area industriale della Valle di Vitalba, con una superficie di 840000 m² e che ospita aziende come la Filatura di Vitalba, di proprietà del gruppo Miroglio, insediatasi nei primi anni '90. Lo stabilimento dolciario della Vicenzi si è insediato nel 2005, andando a sostituire lo stabilimento Parmalat, impiegando circa 150 lavoratori, oggi disoccupati. Da segnalare inoltre la C.M.D. (Costruzioni Motori Diesel) che destina i suoi prodotti allo stabilimento Fiat di Melfi.

## Amministrazione
Il sindaco di Atella è Giuseppe Donato Telesca (lista civica Costruiamo il domani) eletto il 26-05-2025.

### Gemellaggi
- Rescaldina, dal 1988.

## Sport

### Calcio
La principale squadra di calcio della città era l'"A.C.D. Real Atella 2008" che ha militato nel campionato lucano di Promozione. È nata nel 2008 ed è fallita nel 2017.
Esisteva anche l'ASD Atella Monticchio Vulture, fallita prima del 2014. Nel 2018 è nata l'A.S.D. Atella, oggi militante nel campionato di Promozione.

### Automobilismo
Dal 1995 il territorio di Atella, dalla SS 401 Ofantina per la Valle attraversata dalla Fiumara, ospita e condivide con Rionero in Vulture e Ruvo del Monte la prova speciale più caratteristica con presenza di due guadi, del Rally Puglia & Lucania che ad ottobre 2013 ha visto la 25ª edizione.
Tale gara costituisce il più importante appuntamento sportivo della Basilicata avendo validità per i Campionati Italiani "Trofeo Rally Terra" e "Cross Country Rally" ed il Campionato F.I.A. Central European Zone di quest'ultima specialità, riconducibile al modello DAKAR.